# أندرسون غونسالفيس بيدرو
أندرسون غونسالفيس بيدرو (17 مايو 1980 في البرازيل - ) هو لاعب كرة قدم برازيلي في مركز الوسط. لعب مع بوغون شتشين وزاغويمبيه لوبين ونادي بيترزالكا ونادي ساو كايتانو وLuverdense Esporte Clube ‏ وFC Montana ‏ ونادي بوتافوغو اس بي ونادي ساو بينتو الرياضي ونادي ريو بريتو.

## وصلات خارجية
- أندرسون غونسالفيس بيدرو على موقع قاعدة بيانات كرة القدم.إي يو (الإنجليزية)
- أندرسون غونسالفيس بيدرو على موقع Soccerway.com (الإنجليزية)